# 千葉県立千葉西高等学校
千葉県立千葉西高等学校（ちばけんりつ ちばにしこうとうがっこう）は、千葉県千葉市美浜区磯辺三丁目にある県立高等学校である。 千葉西、西高、CW(Chiba West)と書き表すことが多い。

## 設置学科
- 普通科

## 沿革
- 1983年 - 設置、翌1984年第1期生入学。
- 1991年 - 教育用コンピュータ導入。
- 2005年 - 20周年を記念して風力発電設備が設置された。2021年現在風力発電設備は稼働していない。
- 2019年 - 新学年の募集数が40人(1クラス)減り9学級から8学級になる。

## 部活動
運動系
- バスケット部（男・女）
- バレーボール部（男・女）
- 陸上競技部
- 柔道部（男・女）
- 剣道部
- 野球部
- サッカー部（男・女）
- テニス部（男・女）
- バドミントン部（男・女）
- 卓球部（男・女）
- ソフトテニス部
- ソフトボール部
- ダンス部

文化系
- 吹奏楽部
- 書道部
- 写真部
- 茶道部
- 工芸部
- 美術部
- E･S･S (English Speaking Society) 部
- パソコン部
- 放送技術部
- 箏曲部
- 料理研究部
- ボランティア同好会
- 囲碁将棋同好会
- サイエンス同好会

## 出身著名人
- 千葉 -（夕闇に誘いし漆黒の天使達　ギター担当、YouTuber）
- 日日日 - (ライター、シナリオライターあんさんぶるスターズ！！など)
- 神谷裕 - (衆議院議員)

## 交通
- 検見川浜駅から徒歩15分
- 新検見川駅から千葉海浜交通バス 「磯辺高校」行 または「稲毛ヨットハーバー」行 「千葉西高校」下車 徒歩1分 または「海浜病院」行 「磯辺８丁目」下車 徒歩3分
- 稲毛海岸駅・稲毛駅から千葉海浜交通バス 「磯辺高校」行 終点下車 徒歩4分 (通学時間帯のみ)

## 周辺
- 千葉市立海浜病院
- 千葉市立磯辺中学校
- 検見川の浜
- 花見川
- 千葉県立磯辺高等学校